# 44. Międzynarodowy Festiwal Filmowy w Cannes
44. Międzynarodowy Festiwal Filmowy w Cannes odbył się w dniach 9−20 maja 1991 roku. Imprezę otworzył pokaz amerykańskiego filmu Wydział zabójstw w reżyserii Davida Mameta. W konkursie głównym zaprezentowanych zostało 19 filmów pochodzących z 9 różnych krajów.
Jury pod przewodnictwem polskiego reżysera Romana Polańskiego przyznało nagrodę główną festiwalu, Złotą Palmę, amerykańskiemu filmowi Barton Fink w reżyserii braci Coen. Drugą nagrodę w konkursie głównym, Grand Prix, przyznano francuskiemu filmowi Piękna złośnica w reżyserii Jacques’a Rivette’a.

## Członkowie jury

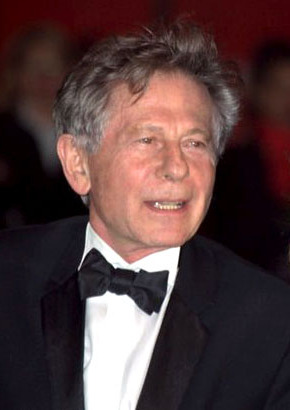
Przewodniczący jury konkursu głównego Roman Polański.

### Konkurs główny
- Roman Polański, polski reżyser − przewodniczący jury[3]
- Férid Boughedir, tunezyjski reżyser
- Whoopi Goldberg, amerykańska aktorka
- Margaret Ménégoz, francuska producentka filmowa
- Natalia Niegoda, rosyjska aktorka
- Alan Parker, brytyjski reżyser
- Jean-Paul Rappeneau, francuski reżyser
- Hans Dieter Seidel, niemiecki krytyk filmowy
- Vittorio Storaro, włoski operator filmowy
- Vangelis, grecki kompozytor

### Złota Kamera – debiuty reżyserskie
- Geraldine Chaplin, amerykańska aktorka − przewodnicząca jury
- Jan Aghed, szwedzki krytyk filmowy
- Didier Beaudet, francuski realizator dźwięku
- Gilles Colpart, francuski krytyk filmowy
- Roger Kahane, francuski reżyser
- Fernando Lara, hiszpański miłośnik filmu
- Eva Sîrbu, rumuńska krytyczka filmowa
- Myriam Zemmour, francuska miłośniczka filmu

## Selekcja oficjalna

### Otwarcie i zamknięcie festiwalu
|             | Tytuł            | Reżyseria    | Kraj              |
| ----------- | ---------------- | ------------ | ----------------- |
| Otwierający | Wydział zabójstw | David Mamet  | Stany Zjednoczone |
| Zamykający  | Thelma i Louise  | Ridley Scott | Stany Zjednoczone |

### Konkurs główny
Następujące filmy zostały wyselekcjonowane do udziału w konkursie głównym o Złotą Palmę:
| Tytuł polski            | Tytuł oryginalny                                          | Reżyseria            | Kraj produkcji    |
| ----------------------- | --------------------------------------------------------- | -------------------- | ----------------- |
| Anna Karamazow          | Анна Карамазофф Anna Karamazoff                           | Rustam Chamdamow     | ZSRR              |
| Barton Fink             | Barton Fink                                               | Joel Coen            | Stany Zjednoczone |
| Życie na strunie        | 边走边唱 Bian zou bian chang                              | Chen Kaige           | Chiny             |
| Bix                     | Bix                                                       | Pupi Avati           | Włochy            |
| Piękna złośnica         | La belle noiseuse                                         | Jacques Rivette      | Francja           |
| Carobójca               | Цареубийца Carieubijca                                    | Karen Szachnazarow   | ZSRR              |
| Ciało                   | La carne                                                  | Marco Ferreri        | Włochy            |
| Podwójne życie Weroniki | La double vie de Véronique                                | Krzysztof Kieślowski | Polska            |
| Europa                  | Europa                                                    | Lars von Trier       | Dania             |
| Czarna lista Hollywood  | Guilty by Suspicion                                       | Irwin Winkler        | Stany Zjednoczone |
| Wydział zabójstw        | Homicide                                                  | David Mamet          | Stany Zjednoczone |
| Poza życiem             | Hors la vie                                               | Maroun Bagdadi       | Francja           |
| Malaria                 | Jungle Fever                                              | Spike Lee            | Stany Zjednoczone |
| Zimny księżyc           | Lune froide                                               | Patrick Bouchitey    | Francja           |
| Malina                  | Malina                                                    | Werner Schroeter     | Niemcy            |
| Nosiciel teczki         | Il portaborse                                             | Daniele Luchetti     | Włochy            |
| Rozróba w Harlemie      | A Rage in Harlem                                          | Bill Duke            | Stany Zjednoczone |
| Zawieszony krok bociana | Το μετέωρο βήμα του πελαργού To meteoro vima tou pelargou | Theo Angelopoulos    | Grecja            |
| Van Gogh                | Van Gogh                                                  | Maurice Pialat       | Francja           |

### Pokazy pozakonkursowe
Następujące filmy zostały wyświetlone na festiwalu w ramach pokazów pozakonkursowych:
| Tytuł polski             | Tytuł oryginalny                    | Reżyseria | Kraj produkcji    |
| ------------------------ | ----------------------------------- | --- | ----------------- |
| Le film du cinéma suisse | Le film du cinéma suisse            | Jean-François Amiguet, Ernest Ansorge, Renato Berta, Bernhard Giger, Jürg Hassler, Markus Imhoof, Federico Jolli, Alain Klarer, Thomas Koerfer, Fredi M. Murer, Augusta Riva, Daniel Schmid, Michel Soutter i Jacqueline Veuve | Szwajcaria        |
| Sierpniowa rapsodia      | 八月の狂詩曲 Hachigatsu no rapusodî | Akira Kurosawa | Japonia           |
| Kuba z Nantes            | Jacquot de Nantes                   | Agnès Varda | Francja           |
| Smród życia              | Life Stinks                         | Mel Brooks | Stany Zjednoczone |
| W łóżku z Madonną        | Madonna: Truth or Dare              | Alek Keshishian | Stany Zjednoczone |
| Księgi Prospera          | Prospero’s Books                    | Peter Greenaway | Wielka Brytania   |
| Thelma i Louise          | Thelma & Louise                     | Ridley Scott | Stany Zjednoczone |

### Sekcja „Un Certain Regard”
Następujące filmy zostały wyświetlone na festiwalu w ramach sekcji „Un Certain Regard”:
| Tytuł polski                                                              | Tytuł oryginalny                                                                                         | Reżyseria                                       | Kraj produkcji    |
| ------------------------------------------------------------------------- | --- | ----------------------------------------------- | ----------------- |
| Chłopaki z sąsiedztwa                                                     | Boyz n the Hood                                                                                          | John Singleton                                  | Stany Zjednoczone |
| A Captive in the Land                                                     | A Captive in the Land                                                                                    | John Berry                                      | Stany Zjednoczone |
| W miłosnych alejkach                                                      | در کوچه‌های عشق Dar kouchehay-e eshq                                                                      | Khosrow Sinai                                   | Iran              |
| Trening mistrza przed wyścigiem                                           | L'entraînement du champion avant la course                                                               | Bernard Favre                                   | Francja           |
| Ścieżki śmierci i anioły                                                  | Halálutak és angyalok                                                                                    | Zoltán Kamondi                                  | Węgry             |
| Serca ciemności                                                           | Hearts of Darkness: A Filmmaker's Apocalypse                                                             | Fax Bahr, George Hickenlooper i Eleanor Coppola | Stany Zjednoczone |
| Wakacje nad rzeką Yarra                                                   | Holidays on the River Yarra                                                                              | Leo Berkeley                                    | Australia         |
| Ishanou                                                                   | ചോസൻ വൺ Ishanou                                                                                           | Aribam Syam Sharma                              | Indie             |
| Tradycja                                                                  | Laada | Drissa Toure                                    | Burkina Faso      |
| Żegnaj, cudzoziemko                                                       | Lebewohl, Fremde                                                                                         | Tevfik Başer                                    | Niemcy            |
| Zemsta                                                                    | Месть Miest                                                                                              | Jermek Szynarbajew                              | ZSRR              |
| Kobieta z portu                                                           | La mujer del puerto                                                                                      | Arturo Ripstein                                 | Meksyk            |
| Towarzysz Czkałow przechodzi przez Biegun Północny (film krótkometrażowy) | Переход товарища Чкалова через Северный полюс Pieriechod towariszcza Czkałowa chieriez Siewiernyj poljus | Maksim Pieżemski                                | ZSRR              |
| Pogrzeb kartofla                                                          | Pogrzeb kartofla                                                                                         | Jan Jakub Kolski                                | Polska            |
| Sango Malo                                                                | Sango Malo                                                                                               | Bassek Ba Kobhio                                | Kamerun           |
| Ta Dona                                                                   | Ta Dona                                                                                                  | Adama Drabo                                     | Mali              |
| Wyspa skarbów                                                             | Treasure Island                                                                                          | Raúl Ruiz                                       | Wielka Brytania   |
| Ucieczka z kina „Wolność”                                                 | Ucieczka z kina „Wolność”                                                                                | Wojciech Marczewski                             | Polska            |
| Przyjaciele i towarzysze                                                  | Ystävät, toverit                                                                                         | Rauni Mollberg                                  | Finlandia         |
| Yumeji                                                                    | 夢二 Yumeji                                                                                              | Seijun Suzuki                                   | Japonia           |

## Laureaci nagród

### Konkurs główny
Złota Palma

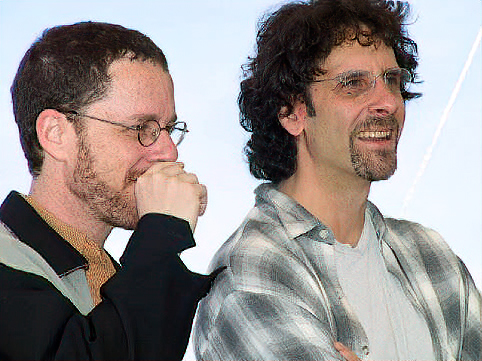
Bracia Coen, zdobywcy Złotej Palmy.

- Barton Fink, reż. Joel i Ethan Coenowie

Grand Prix
- Piękna złośnica, reż. Jacques Rivette

Nagroda Jury
- Europa, reż. Lars von Trier
- Poza życiem, reż. Maroun Bagdadi

Najlepsza reżyseria
- Joel Coen − Barton Fink

Najlepsza aktorka
- Irène Jacob − Podwójne życie Weroniki

Najlepszy aktor
- John Turturro − Barton Fink

Najlepszy aktor drugoplanowy
- Samuel L. Jackson − Malaria

### Konkurs filmów krótkometrażowych
Złota Palma dla najlepszego filmu krótkometrażowego
- Z podniesionymi rękami, reż. Mitko Panow

Nagroda Specjalna Jury dla najlepszego filmu krótkometrażowego
- Push Comes to Shove, reż. Bill Plympton

### Wybrane pozostałe nagrody

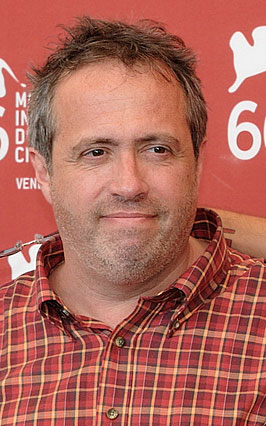
Laureat Złotej Kamery Jaco Van Dormael.

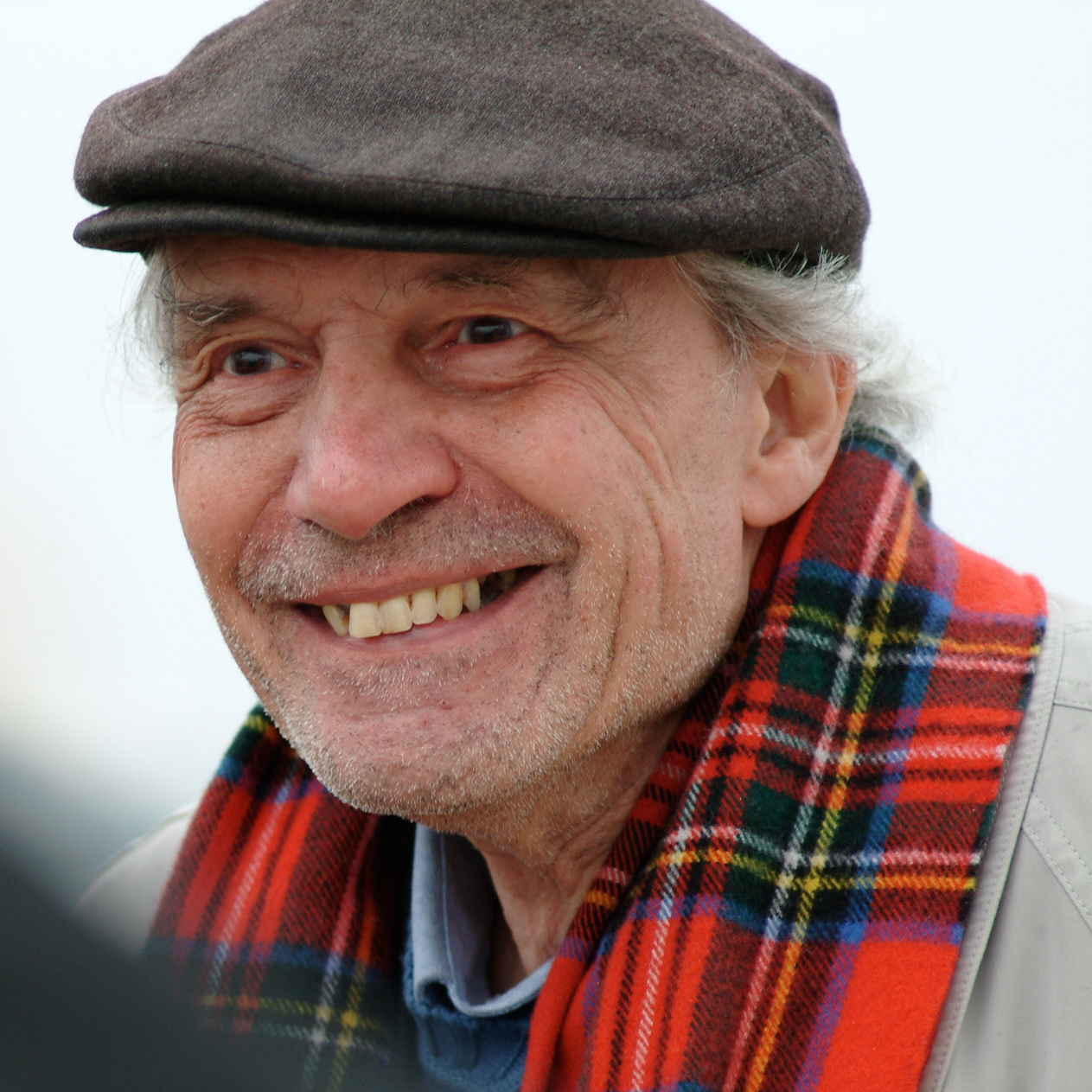
Kilkukrotnie nagrodzony Jacques Rivette.

Złota Kamera za najlepszy debiut reżyserski
- Toto bohater, reż. Jaco Van Dormael
  - Wyróżnienie:  Dowód, reż. Jocelyn Moorhouse /  Sam i ja, reż. Deepa Mehta

Nagroda FIPRESCI
- Konkurs główny:  Podwójne życie Weroniki, reż. Krzysztof Kieślowski
- Sekcja "Quinzaine des Réalisateurs":  Riff-Raff, reż. Ken Loach

Nagroda Jury Ekumenicznego
- Podwójne życie Weroniki, reż. Krzysztof Kieślowski
  - Wyróżnienie specjalne:  Malaria, reż. Spike Lee /  Piękna złośnica, reż. Jacques Rivette

Wielka Nagroda Techniczna
- Lars von Trier za stronę techniczną i wizualną filmu Europa

Nagroda Młodych
- Najlepszy film zagraniczny:  Toto bohater, reż. Jaco Van Dormael
- Najlepszy film francuski:  Cheb, reż. Rachid Bouchareb